# Яблана (Загорє-об-Саві)
Яблана (словен. Jablana) — поселення в общині Загорє-об-Саві, Засавський регіон, Словенія. Висота над рівнем моря: 770,7 м.